# Sahune
 Sahune  là một xã thuộc tỉnh Drôme trong vùng Auvergne-Rhône-Alpes ở đông nam nước Pháp. Xã Sahune nằm ở khu vực có độ cao 361 mét trên mực nước biển.